# Szczebrzeszyn LHS
Szczebrzeszyn LHS – stacja kolejowa na terenie wsi Brody Małe w gminie Szczebrzeszyn, w województwie lubelskim, w Polsce.
Obok stacji normalnotorowej jest stacja szerokotorowa (LHS), stąd też można uznać te stacje za jedną (z trzema peronami). Stacja ta jest często nazywana Szczebrzeszyn Południowy. Niedaleko od stacji kolejowej na północno-zachodniej stronie przebiega granica miasta Szczebrzeszyn.